# Мефисто (Marvel Comics)
Мефи́сто (англ. Mephisto) — суперзлодей комиксов издательства Marvel Comics. Заклятый враг Призрачного гонщика, впервые появившийся в Silver Surfer #3 (декабрь 1968). Персонаж, основанный на Мефистофеле, был создан Стэном Ли и Джоном Бьюсема. Дебютировав в Серебряном веке комиксов, Мефисто продолжает появляться в комиксах уже на протяжении пяти десятилетий.

## История публикаций
Мефисто также становится врагом Тора, появляясь в Thor #180—181 (сентябрь — октябрь 1970), #204—205 (октябрь ноябрь 1972) и Astonishing Tales #8 (октябрь 1971). Позже он был показан как существо, которому продал душу Джонни Блэйз ради спасения своего отца, после чего был проклят и обращён в Призрачного гонщика.
В Marvel Spotlight #5 (август 1972) он выступает в роли Сатаны. Помимо этого он появился в Fantastic Four #155-157 (февраль — апрель 1975 года) и Thor #310 (август 1981 года) и #325 (ноябрь 1982 года). Мефисто также появлялся в ограниченных сериях, таких как Vision and the Scarlet Witch vol 2 #1-12 (октябрь 1985 — сентябрь 1986 года) и Secret Wars II #1 (9 июль 1985 — март 1986 года). В 1987 году он был главным персонажем ограниченной серии Mephisto, состоящей из четырёх выпусков.
В Dardevil #266 (май 1989 года) художник Джон Ромита-младший переработал персонажа, изобразив его раздутым, с короткими как у лягушки ногами и с демонической головой. Ромита объяснил: «Я не мог видеть дьявола в трико и плаще». В последующих появлениях Мефисто был изображён в своём первоначальном обличье.
Мефисто продолжал терзать Алую Ведьму в West Coast Avengers #51-52 (ноябрь — декабрь 1989 года), создал нового противника для Мстителей в Dardevil #270 (сентябрь 1989 года) и появился в графическом романе Triumph and Torment: Dr. Strange and Dr. Doom (1989 года). Он также является одним из главных персонажей в сюжетной линии One More Day (2007—2008 год), The Amazing Spider-Man #544, Friendly Neighborhood Spider-Man #24, The Sensational Spider-Man (vol. 2) #41 и The Amazing Spider-Man #545 (октябрь 2007 — январь 2008 года).

## Биография
Мефисто является весьма могущественным демоном, чьё происхождение неизвестно. Своё царство Мефисто именует ад, хотя это и не ад христианской религии или ад, которым правит Плутон, Олимпийский Бог мёртвых.
Своим внешним видом Мефисто напоминает популярную концепцию дьявола (неизвестно, есть ли это его настоящий облик, или тот, который он принял). Он позволяет называть себя людскими именами бесов, например, «Мефисто», сокращённая форма от Мефистофеля, имя, данное дьяволу в «Фауст» Гёте. Многие люди верят, что он действительно сам Сатана. Однако Мефисто не библейский Сатана, он не настоящий чёрт, которых описывают в иудаизме и христианстве.
В Царстве Мефисто живут меньшие демоны, которые служат ему и астральные формы некоторых умерших людей, которые находятся в ловушке в теле демонов. Мефисто постоянно стремится заполучить в своё царство и другие души живых существ. Видимо, главная цель Мефисто — это порабощение человеческих душ. Но его интересы распространяются и на внеземные цивилизации. Так, например, он пытался завладеть душой Серебряного Сёрфера. Кроме того, Мефисто покушался на душу жителя Асгарда — Бога Тора.
Также он виновен в гибели матери Доктора Дума и разрыве Человека-паука с женой: Питер обратился к нему за помощью, чтобы вернуть умершую тётю Мэй, и Мефисто отменил всё, что связывало любимых.
Мефисто часто вступал в конфликт с Доктором Стрэнджем, Доктором Думом и другими супергероями вселенной Marvel, ответственен за создание Космического Призрачного гонщика.

## Силы и способности
Мефисто — чрезвычайно сильный и бессмертный демон, обладающий магическими способностями и способностями, полученными при манипулировании силами магии. Мефисто способен использовать свою силу для самых разных целей, включая сверхчеловеческую силу, изменение формы и размера, проектирование иллюзий, манипулирование воспоминаниями и изменение времени. Он также очень устойчив к травмам.
Как и другие демоны, Мефисто значительно сильнее внутри своего собственного царства, он способен трансформировать структуру по своему желанию. Внутри него он угрожал галактике и затуманивал насыщенного Галактуса, пока тот не угрожал уничтожить его царство. Если физическая форма Мефисто разрушена, персонаж будет восстанавливаться и реформироваться в своей области.
Мефисто известен тем, что приобретает души, но не может подчинить себе волю другого существа без разрешения жертвы, что обычно делается с помощью какой-либо формы пакта.

## Вне комиксов

### Телевидение
- Мефисто эпизодически появляется в мультсериале «Человек-паук и его удивительные друзья» (1981)[14].
- Мефисто должен был появиться в так и не вышедшем втором сезоне мультсериала «Серебряный Сёрфер». Ввиду того, что сериал ориентирован на детскую аудиторию, создатели собирались смягчить поведение персонажа[15].
- В сериале Disney+ «Железное сердце», роль Мефисто исполнил Саша Барон Коэн, являющемся частью Кинематографической вселенной Marvel. По сюжету, Мефисто наделил силами Паркера Роббинса / Капюшона.

### Фильм
- В фильме «Призрачный гонщик» (2007) роль Мефисто (которого в фильме называют Мефистофель) исполняет актёр Питер Фонда. Он является одним из двух главных антагонистов фильма наряду со своим сыном Блэкхартом. В отличие от комиксов, в этом фильме Мефистофель постоянно находится в человеческом обличье. Как и в комиксах, Джонни Блэйз когда-то заключил с ним сделку ради спасения отца. Мефистофель обещает освободить его от контракта, если тот остановит его сына Блэкхарта. В конце фильма Призрачный гонщик побеждает Блэкхарта, но отказывается от освобождения с целью бороться против Мефистофеля. Питер Фонда выразил желание повторить роль своего персонажа в сиквеле[16], но получил отказ[17].
- Мефистофель появляется в фильме 2012 года «Призрачный гонщик 2» (2009), где его называют дьяволом. Мефистофель появляется в качестве человека по имени Рорк (роль исполняет Киаран Хайндс) и является отцом ребёнка женщины по имени Надя. Он имеет большие планы на будущее её сына Дэнни, так как если у него получится, то Земля обречена. В конце концов был отправлен в ад Призрачным гонщиком.

### Видеоигры
- Мефисто является одним из боссов игры Silver Surfer (1990) для NES[14].
- Мефисто фигурирует в игре Marvel Super Heroes vs. Street Fighter (1997).
- Голос Мефисто можно услышать во время бонусной миссии в игре Fantastic Four (2005).
- Мефисто появился в качестве босса в игре Marvel: Ultimate Alliance (2006), где его озвучил Фред Таташор[18].
- Кирк Торнтон озвучил Мефисто в игре Ghost Rider (2007).
- Мефисто появляется в концовке Морриган Эйнсланд в игре Marvel vs. Capcom 3: Fate of Two Worlds (2011).
- Мефисто фигурирует в концовках Призрачного гонщика и Данте в игре Ultimate Marvel vs. Capcom 3 (2011).
- Мефисто появляется в игре Marvel: Avengers Alliance (2012) для Facebook.
- Мефисто является играбельными персонажем в мобильной игре Marvel: Contest of Champions (2014)[19].
- Мефисто является игровым персонажем и боссом в Marvel: Future Fight (2015)[20].
- Мефисто — один из боссов игры Marvel Future Revolution (2021)[21].
- Мефисто появляется в качестве неиграбельного персонажа в игре Marvel’s Midnight Suns, где его озвучил Джейсон Айзекс (2022)[22].

## Критика и отзывы
В 2009 году Мефисто занял 48 место в списке 100 величайших злодеев комиксов по версии IGN.